# Grippia longirostris
La grippia (Grippia longirostris) è un rettile marino estinto, appartenente agli ittiotterigi. Visse nel Triassico inferiore (Olenekiano, circa 249 - 245 milioni di anni fa) e i suoi resti fossili sono stati ritrovati nelle Svalbard. È considerato uno degli ittiosauri più antichi e primitivi.

## Descrizione
Questo animale è noto grazie ad alcuni scheletri incompleti, sufficienti comunque a permetterne una ricostruzione. Grippia non doveva superare il metro e mezzo di lunghezza, una misura molto ridotta se raffrontata con quelle degli ittiosauri di poco successivi (come Thalattoarchon o Besanosaurus). Il cranio possedeva già un muso relativamente allungato; la dentatura era costituita da elementi acuminati nella parte anteriore delle fauci, mentre nella parte posteriore erano presenti denti relativamente smussati. Vi erano due file di denti mascellari, ma la fila interna era probabilmente costituita da denti sostitutivi. In generale, la dentatura richiama molto quella di altri ittiosauri del Triassico inferiore, come  Utatsusaurus (Motani, 1997). Le narici esterne erano piuttosto arretrate e, al contrario di quelle dei veri ittiosauri, erano rivolte verso l'alto e non di lato. Le orbite erano molto grandi, di dimensioni maggiori rispetto alle finestre temporali (Motani, 2000). La finestra temporale superiore era dotata, lungo il margine anteriore, di una zona d'ancoraggio per i muscoli mandibolari (Mazin, 1981).
Come tutti gli ittiosauri, Grippia possedeva zampe trasformate in strutture simili a pagaie; queste strutture erano ancora di foggia arcaica: omero, ulna e radio erano ancora relativamente lunghi, al contrario degli ittiosauri successivi. Tuttavia, rispetto a forme come Utatsusaurus, le pinne di Grippia erano di struttura avanzata: l'omero, ad esempio, possedeva una superficie articolare allargata per il radio, e la mano era più lunga del resto della zampa anteriore. Queste e altre caratteristiche avvicinano l'arto anteriore di Grippia a quello di Mixosaurus, un ittiosauro del Triassico medio (Motani, 1998).